# 미니케스

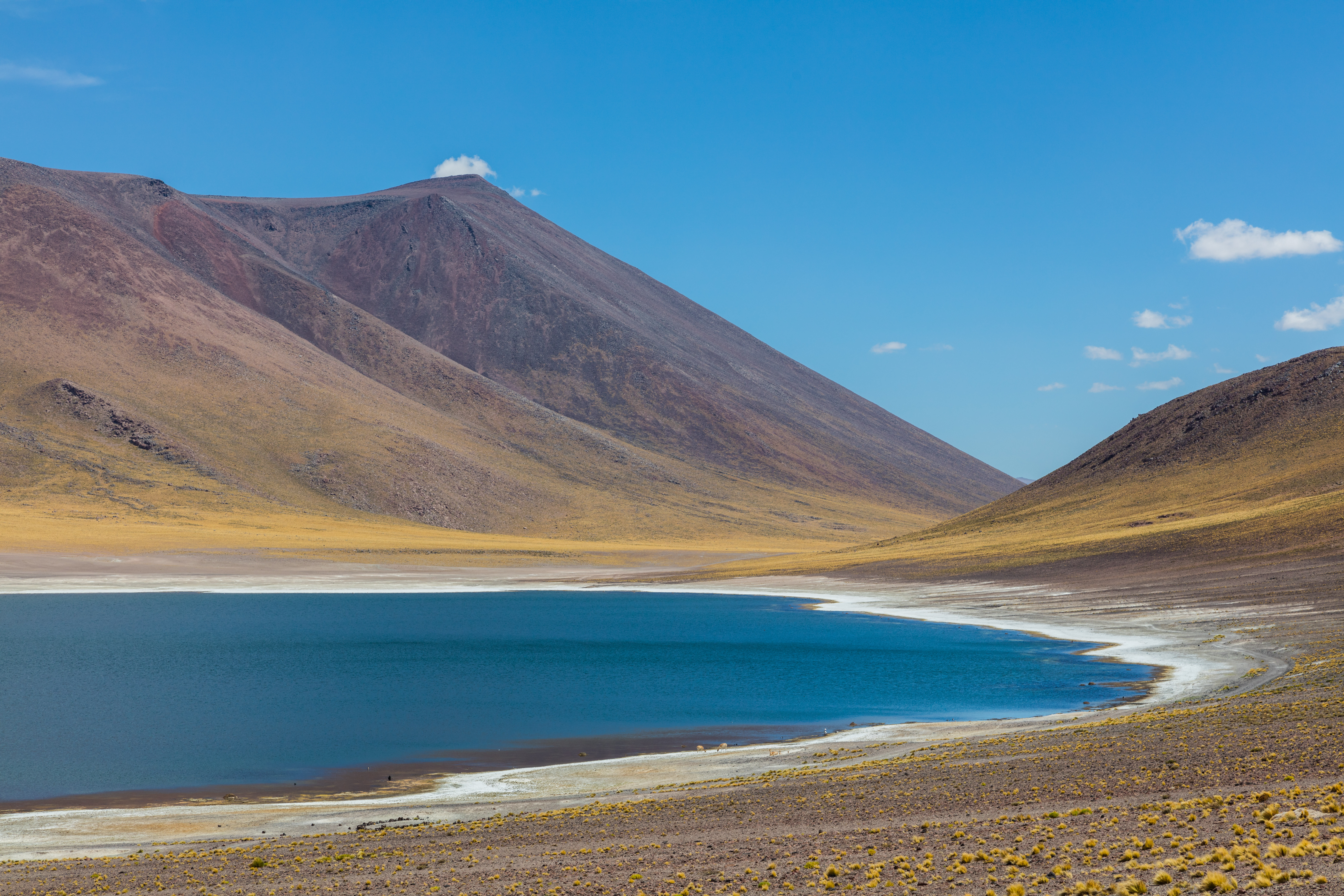
미니케스호

미니케스(스페인어: Miñiques)는 칠레의 안토파가스타주에 위치한 복합 화산으로 수 많은 화구, 종상 화산 및 용암이 흐른 자국이 얽혀있다. 아과스 칠리케스산에서 남쪽으로 21 km, 푼타스 네그라스 화산열에서 서쪽으로 26 km 정도이고 미스칸티호, 미니케스호, 미스칸티산 등은 관광 명소이다.

## 산
미니케스는 종상 화산과 성층 화산이 4중으로 겹쳐있는 복합 화산이다. 두 개의 정상이 있으며 북쪽 정상은 5,790 m, 남쪽 정상은 5,910 m이다. 산에는 두 곳의 화산호가 있는데 각각 해발 5,450 m와 5,500 m의 높이로 북쪽 정상 남동쪽과 남쪽 정상 서쪽에 자리잡고 있다. 남사면에 빙퇴석이 발달하여 있어 정상에서 그 밑으로 펼쳐진 해발 4,900 m의 고원에 이르기 까지 빙하가 흘렀던 흔적을 보인다. 그러나 미니케스의 빙하는 일정 부분에만 있었고 전체를 다 덮는 것은 아니었다. 지금의 미니케스는 화산 폭발 이후 빙하에 의한 풍화가 이어진 주빙하지형을 보인다. 서북쪽 산기슭에 미니케스호가 있다. 미니케스호는 미스칸티호와 하나의 호수를 이루던 것이 용암류에 의해 둘로 나뉜 것이다.
미니케스산은 해발 4,100 m의 이그님브라이트 기반 위로 플리오세에서 플라이스토세 사이에 화산 활동을 하여 안산암 및 데이사이트 암석으로 형성되었다. 이후 몇 단계의 복합적인 화산 활동을 벌였지만 현재는 사화산이다. 단층으로 끊긴 용암류를 보면 용암 분출이 홀로세까지 계속되었을 수도 있다.
미니케스산의 정상과 측면에서 잉카 시대의 석조 구조물과 고고학 유적지가 발견되었다. 잉카에서는 투누파를 화산과 번개의 신으로 여겼다.

## 같이 보기
- 칠레

### 참고문헌
- González-Ferrán, Oscar (1995). 《Volcanes de Chile》 (스페인어). Santiago, Chile: Instituto Geográfico Militar. ISBN 9789562020541. OCLC 35326752.